# 岸祐二
岸祐二（日语：／ Kishi Yūji，1970年9月28日—），日本男演員、配音員、旁白。出身於東京都。身高182cm。O型血。

## 來歷
岸祐二自初中到大學打籃球以來，1992年以業餘藝人在綜藝節目《天才·北野武的獲得精神電視!!》的街頭籃球單元中首度演出。大學畢業後進入演藝圈，當過運動藝人、模特兒、活動主持人。
1996年以演員主演特攝影集《激走戰隊車連者》飾演陣內恭介／紅車手，從此正式出道。
之後，他廣泛活躍於舞台、電影、動畫配音等領域，並在音樂劇《悲慘世界》和動畫《悲慘世界 少女珂賽特》中都飾演安裘拉斯一角。
以前經歷Sunmusic Production、Mausu Promotion、自由身。現在是株式會社Cube所屬（2007年8月～）。
2009年12月與演員菊地美香結婚，2011年離婚。
2015年，睽違8年再度出演音樂劇版《悲慘世界》，在這次演出中，他飾演賈維爾。
2016年，官方後援會「岸団」開設。

## 人物
- 舞台演出經常以音樂劇為主。大多飾演「革命家」、「兵士」及「槍手」，但近年來他從穩重型到滑稽型等任何角色都有參演。
- 作為配音員，他經常扮演成年男性的角色，從格鬥遊戲《快打旋風》系列中的肯（日语：ケン・マスターズ）那樣的熱血漢，到《烏龍派出所》中的富豪西鄉那樣的丑角，OVA《FINAL FANTASY VII ADVENT CHILDREN》的亞祖那樣各種冷酷反派，一方面，他還演過好青年。
- 在《激走戰隊車連者》（以下簡稱車連者）的試鏡中，他認為自己不會被選中，他說他的目標是黃衣戰士[3]。擔當演出之後，他想改變傳統的英雄形象，表示紅衣戰士比較有動力去突破它[3]。
- 尊敬的演員是代替他演紅車手的替身演員橫山一敏（日语：横山一敏）。之後橫山在相關活動（2004年的赤祭2）以嘉賓的身份出現，事實上是岸祐二帶他來的。相反的，曾經在車連者一起主演的增島愛浩（日语：増島愛浩）對岸祐二相當尊重。
- 除了《車連者》之外，他還以演員和配音員的身份出現在超級戰隊系列（電視、V-非戲院首映、海外系列）中作為敵人或者是盟友出現[4]。此外，特攝導演竹本昇（日语：竹本昇）自《車連者》以來與他是舊識，並承諾每年與他合作一次。本人表示盡量不放太多自己的角色，以免破壞每部作品的特色。
- 在美國版車連者《金剛戰士Turbo（英语：Power Rangers Turbo）》中，他負責為後期的紅衣戰士（因為岸祐二曾演過紅車手）進行日語配音。在《金剛戰士：太空戰隊（英语：Power Rangers in Space）》中，則是擔任藍衣戰士的日語配音。
- 2001年3月4日播出的《百獸戰隊牙吠連者》第3話中，他也負責為照相機變異人這隻反派配音。
- 在《忍風戰隊破裏劍者》之所以決定客串演出，是導演渡邊勝也要求的。
- 在2011年5月22日播出的《海賊戰隊豪快者》第14話中，時隔13年左右首次在《電磁戰隊百萬連者VS車連者（日语：電磁戦隊メガレンジャーVSカーレンジャー）》中飾演陣內恭介。在這部作品中，他將《車連者》時代穿了一年的服裝在該劇播放終了之後放在配音員松本梨香等人策劃的慈善拍賣會上，以幫助東日本大震災的受災戶[6]。
- 興趣、特長：籃球、拳擊、撞球、插畫、武打[3][1][2]。
- 左撇子。

## 演出作品（演員）

### 電視劇
朝日電視台
- 超級戰隊系列（與東映共同製作）
  - 激走戰隊車連者（1996年－1997年）－陣內恭介〈主演〉／紅車手
  - 星獸戰隊銀河人（1998年－1999年）－岸本俊介
  - 忍風戰隊破裏劍者 第35話、最終話（2002年10月20日、2003年2月9日）－滑川數馬
  - 海賊戰隊豪快者 第14話（2011年5月22日）－陣內恭介
  - 手裏劍戰隊忍忍者VS假面騎士Drive 春假合體1小時特別篇（2015年3月29日）－D博士／惡路程式089〈人類型態／聲音〉／妖怪震震〈聲音〉（一人分飾三角）[7]
- 刑事搜查線（日语：はみだし刑事情熱系） PART2 第18話、PART4 最終話（1998年2月18日、2000年3月29日）
- 燃燒吧!! 小露寶 第22話（1999年6月27日）－川喜多雄藏
- 心魔大審判2（日语：スカイハイ (漫画)#テレビドラマ） 第二死（2004年1月23日）
- 富豪刑事 第6話（2005年2月17日）
- 真正的犯人～心理特搜事件簿～（日语：ホンボシ〜心理特捜事件簿〜） 最終話 後篇（2011年3月10日）－大河內昌弘
- 遺留搜查 第3話（2011年4月27日）－瀧博久

TBS
- 週一GOLDEN（日语：月曜ゴールデン） 萬引G-MEN 二階堂雪17 最後的謊言（日语：万引きGメン・二階堂雪）（2008年9月22日）－杉浦俊一
- 陸王 第7話（2017年12月3日）－關口智行
- 半澤直樹（2020年版）最終話（2020年9月27日）－第一秘書·武田

日本電視台
- 身邊警護3（日语：身辺警護 (テレビドラマ)）（1999年5月18日）
- 花咲舞無法沉默 第2話（2014年4月23日）－島村雄太

其它電視台
- 女性的愛與神祕（日语：女と愛とミステリー） （2002年7月28日，東京電視台）

### 電影
- 聽，海神的聲音 Last Friends（日语：きけ、わだつみの声 Last Friends）（1995年）
- 群狼的系譜 ～安藤組外傳（1998年）－倉本
- Playgirl（日语：プレイガール (テレビドラマ)）（2003年）
- Corazon de melon（2009年）

### 影碟
- 超級戰隊系列
  - 激走戰隊車連者 超級錄影帶 英雄校園（1996年）－陣內恭介〈主演〉
  - 激走戰隊車連者VS王連者（1997年，東映）－陣內恭介〈主演〉／紅車手
  - 電磁戰隊百萬連者VS車連者（日语：電磁戦隊メガレンジャーVSカーレンジャー）（1998年，東映）－陣內恭介〈主演〉／紅車手
- （1998年）－山本和夫
- 疵 血的默示錄2～4（1998年、1999年）－宗像祐司
- 安藤組外傳 ～群狼之系譜 4（2000年）－倉本
- 仁義19 ～殺人軍團（2000年）
- 藍調之錠1、2（2001年）－二郎
- 討厭的傢伙。Bitch！（2001年）－誠一
- 本氣！（日语：本気!） ～序章（2001年）－秀次
- 民事介入暴力 非合法領域2、3（2002年、2003年）－浩二
- 本氣！26 ～哀愁篇（2003年）－倉持

### 舞台
- （1995年）－齊藤一美
- （1997年）－耕介／〈主演〉
- 烏龍派出所 舞台版（1999年－2001年）－富豪西鄉
- 北大阪信用金庫（2001年、2002年再演）－竹太郎
- SAMURAI DUO（2002年）－佐佐木小次郎〈主演〉
- 悲慘世界
  - 悲慘世界（2003年－2006年）－布里昂
  - 悲慘世界（2005年－2007年）－安裘拉斯
  - 悲慘世界（2015年4月－9月，帝國劇場／中日劇場／博多座／梅田藝術劇場主廳／Aubade大廳（富山市藝術文化大廳）／靜岡市清水文化會館Marinart）－賈維爾
  - 悲慘世界（2017年5月－10月，帝國劇場／博多座／大阪節慶音樂廳／中日劇場）－賈維爾
- 西貢小姐（2004年）－舒茲上尉
- 秘密花園（2005年）－葛瑞芬
- （2006年）－安住健一〈主演〉
- SASUKE（2006年）－風魔小次郎
- 魯道夫（日语：Rudolf (musical)）（2008年5月6日－6月1日，帝國劇場）－普魯士皇帝 威廉／革命家 查理
- 西貢小姐（2008年，帝國劇場、2009年，博多座）－約翰
- 星期天與喬治同遊公園（2009年）－士兵
- ROCKN' JAM MUSICALI（2009年）－主演
- GARANTIDO（2010年2月19日－28日）－根岸／山田昇
- 戲傳寫樂（2010年4月）－大田南畝
- 伊麗莎白（2010年8月－10月，帝國劇場）－艾爾默
- 三劍客（英语：3 Musketiers）（2011年7月－8月，帝國劇場／9月，博多座）－波爾多斯
- 舞台 銀河英雄傳說外傳 奧貝斯坦篇（2011年11月）－聖斯德望·諾伊曼
- 伊麗莎白（2012年5月－6月，帝國劇場／7月，博多座／8月，中日劇場／9月，梅田藝術劇場）－艾爾默
- 舞台 銀河英雄傳說 輝星 闇裂（2012年11月）－烏里希·克斯拉
- （2012年12月，四谷繪本塾大廳）－三條紅介〈主演〉
- （2013年6月，創新劇院 等）－甘井聞太左衛門
- 銀河英雄傳說 初陣 ～另一種敵人（2013年8月，日本青年館大廳）－格雷戈爾·馮·克倫巴赫
- Next To Normal（2013年9月，創新劇院 等）－彈
- （2014年7月，創新劇院 等）－黑鐵
- Familia -4月25日誕生日-（2014年11月－12月，東京藝術劇場PLAYHOUSE 等）－費南多
- Honganji（2016年1月－2月，新歌舞伎座／中日劇場／EX THEATER ROPPONGI）－下間賴龍
- （2016年3月，THEATRE1010）－佩拉莫神父
- 蘋果樹（2016年5月28日－6月7日，赤坂紅色劇院）－亞當 等
- 文森·梵谷（2016年9月，新宿紀伊國屋書店）－特奧·梵谷[8]
- （2016年11月，東京藝術劇場PLAYHOUSE、兵庫縣立藝術文化中心（日语：兵庫県立芸術文化センター）阪急中廳）－朱利安[9]
- 羅密歐與茱麗葉（2017年1月－3月，赤坂ACT劇院、梅田藝術劇場主廳）－維羅納大公爵
- （2018年4月4日－15日，東京藝術劇場東方大廳／2019年11月，六行會大廳、Square荏原平塚大廳）－亨利
- TipTap 原創音樂劇『Play a Life』（2018年5月，福岡Sue-machi大廳／東京代官山大廳）－夫
- KNIGHTS’TALE -騎士物語-（2018年7月－8月，帝國劇場／9月－10月，梅田藝術劇場）－西希亞斯
- 羅密歐與茱麗葉（2019年2月－4月，東京國際論壇 等）－勞倫斯神父
- 音樂劇「REEFER MADNESS」（2019年7月，新宿村LIVE）－傑克
- 騙子與詐欺師（日语：ペテン師と詐欺師）（2019年9月，新橋演舞場）－安德烈·瑟伯特[10]
- 朗讀劇（2019年12月25日－29日，東京藝術劇場東方大廳／2020年1月18日－19日，兵庫縣立藝術文化中心阪急中廳）[11]
- 異形奇花（英语：The Little Shop of Horrors）（2020年3月，創新劇院 等）－穆許尼克
- STAGE GATE VR劇院 vol.1『Defiled』（Reading Style）（2020年7月，DDD青山Cross Theater／VR發佈）－布萊恩·迪奇
- 音樂劇『新網球王子』The First Stage（2020年12月12日－24日，日本青年館大廳／2020年12月29日－2021年1月10日，大阪米爾帕克酒店）－三船入道[12][13]
- 百老匯劇院『歡樂歲月（英语：Merrily We Roll Along (musical)）』（2021年5月－6月，新國立劇場中劇場、愛知縣藝術劇場大廳、梅田藝術劇場主劇場）
- KNIGHTS’TALE -騎士物語-（2021年9月，梅田藝術劇場／10月－11月，帝國劇場／11月，博多座）－西希亞斯
- 音樂劇（2022年2月－3月，東京國際會議廳C、新歌舞伎座、愛知縣藝術劇場大廳）－亞綸

### 廣告
- 三得利 DEKAVITA-C（街頭籃球 三浦瓦斯篇）
- Reso`cha（日语：リゾッチャ）航空（大河內奈奈子 夏威夷篇）
- 萬代「激走戰隊車連者變身系列」等「激走戰隊車連者」周邊相關商品
- 後楽園遊園地 「激走戰隊車連者 英雄秀」
- Dahlia Venezel 高壓罐裝潤髮乳（旁白）

## 演出作品（配音員）
※粗體字表示說明飾演的主要角色。

### 電視劇
- 狂野女人心（日语：生きるための情熱としての殺人）（旁白）

### 電影
- 深夜裡的彌次先生和喜多先生（日语：真夜中の弥次さん喜多さん）（微笑神明的配音）

### 電視動畫
1998年
- 烏龍派出所（1998－2008，富豪西鄉[14]、執事）
- 超級百變金剛（史庫佛、Drill Nuts）

1999年
- 將太的壽司（結城丈士）
- HUNTER×HUNTER (1999年版)（凱特、勾四、華石鬥郎）
- 仙魔大戰2000（日语：ビックリマン2000）（葉組的暴劍）
- 未來少年柯南II（日语：未来少年コナンII タイガアドベンチャー）（喬治[15]）
- 徽章戰士（大哥）

2000年
- 遊☆戲☆王 怪獸之決鬥（牛尾）

2001年
- 青春草莓蛋（天和響）
- 足球小將翼 (平成版)（梅提斯）
- 仰天人間（日语：仰天人間バトシーラー）
- 網球王子（卡茲）
- 魯邦三世：連接阿爾卡特拉兹（日语：ルパン三世 アルカトラズコネクション）

2002年
- 攻殼機動隊 STAND ALONE COMPLEX（指令、SWAT隊員）
- 最終兵器彼女（卡茲、士兵A）
- 浮游泉大冒險（士兵[16]）
- 魯邦三世 Episode:0 初次交鋒（日语：ルパン三世 EPISODE:0 ファーストコンタクト）

2003年
- WOLF'S RAIN（警官A、刑事、研究員A、少年C）
- L/R -Licensed by Royal-（日语：L/R -Licensed by Royal-）（馬克士威）
- 最遊記RELOAD（泥使い、士兵）

2004年
- 頭文字D Fourth Stage（男A）
- 犬夜叉（侍）
- 戰區88（機師）
- 沙漠神行者（島田）
- 美鳥的日記（總長）
- 妄想代理人
- 遊☆戲☆王 怪獸之決鬥GX（弗里德〈流浪勇者 弗里德〉）

2005年
- 韋駄天翔（亞瑟）

2007年
- 英國戀物語艾瑪 第二幕（班伏里歐）
- 京四郎與永遠的空（綾小路蒼二朗）
- 悲慘世界 少女珂賽特（理夏爾神父、安裘拉斯）
- 灣岸競速（澤松）

2008年
- 威爾貝魯物語 ～威爾貝魯的姐妹～ 第二幕（克拉文）

2022年
- 怪人開發部的黑井津小姐（奧加曼）

### OVA
2000年
- 梅德爾傳奇（日语：メーテルレジェンド）（布拉特）

2001年
- 倒凶十降傳 封魔五行傳承（穿）
- Memories Off 假面之心 ～詩音篇～（雙海詩音的父親）

2002年
- 高校鐵拳傳（日语：高校鉄拳伝タフ）（天州）

2005年
- FINAL FANTASY VII ADVENT CHILDREN（亞祖）

2007年
- TSUBASA翼 TOKYO REVELATIONS（封真）

2008年
- 快打旋風IV ～新的羈絆～（肯（日语：ケン・マスターズ））

2009年
- TSUBASA翼 春雷記（封真）

### 電影動畫
1998年
- 劇場版 超級變形金剛（史庫佛）

1999年
- 烏龍派出所 THE MOVIE：史上最惡爆彈大作戰！（富豪西鄉[17]）

2002年
- 貓的報恩

2003年
- 烏龍派出所 THE MOVIE2 UFO大逆襲！龍捲風大作戰!!（富豪西鄉）

2007年
- EX MACHINA（特雷斯[18]）

2009年
- 劇場版 神奇寶貝：阿爾宙斯 超克的時空（克賓）

### 遊戲
1998年
- JoJo的奇妙冒險（1998－1999，恩多爾、瓦尼拉·艾斯〈街機版〉、笨豬、丹尼爾·J·達比[19]）3作品[注 2]

1999年
- 快打旋風III 3rd STRIKE -未來之戰-（肯（日语：ケン・マスターズ））

2000年
- CAPCOM VS. SNK MILLENNIUM FIGHT 2000（日语：カプコン バーサス エス・エヌ・ケイ ミレニアムファイト 2000）（肯）

2001年
- CAPCOM VS. SNK 2 MILLIONAIRE FIGHTING 2001（日语：CAPCOM VS. SNK 2 MILLIONAIRE FIGHTING 2001）（肯）
- 袋狼大進擊4：The Wrath of Cortex（克蘭奇）

2002年
- JoJo的奇妙冒險 黃金之風（波爾波、波爾馬吉歐）
- 偵探 神宮寺三郎 Innocent Black（日语：探偵 神宮寺三郎 Innocent Black）（今泉直久）
- 拉捷特與克拉克（日语：ラチェット&クランク (ゲーム)）（機器人副官）

2003年
- 機戰傭兵3：沈默戰線（日语：アーマード・コア3 サイレントライン）
- 永遠的伊蘇 I·II（日语：イースI・II#イースI・IIエターナルストーリー）（達姆）
- 鬼武者 無賴傳（前田慶次郎）
- 魯邦三世 -海洋消失的寶藏-（部下b）

2004年
- 機戰傭兵：連接（日语：アーマード・コア ネクサス）（吉諾維、傑克·O）
- 袋狼大進擊 爆走！Nitro賽車（日语：クラッシュ・バンディクー 爆走!ニトロカート）（克蘭奇）
- 幻想水滸傳IV（日语：幻想水滸伝IV）（拉馬達）
- 櫻花大戰V EPISODE 0 ～荒野的少女武士～（日语：サクラ大戦V EPISODE 0〜荒野のサムライ娘〜）（布雷德·巴西琉斯）
- 偵探 神宮寺三郎 KIND OF BLUE（日语：探偵 神宮寺三郎 KIND OF BLUE）（今泉直久）
- 東京魔人學園外法帖血風錄（日语：東京魔人學園外法帖）（洛基）

2005年
- 義經紀（日语：義経紀）（源賴朝）

2006年
- （黑土鬼）
- 轉生學園月光錄（伊達槙三郎）

2007年
- 火（和泉將明）
- 長劍風暴：百年戰爭（貝爾多蘭·迪·蓋可蘭）

2008年
- 快打旋風IV（肯）
- 交響曲傳奇 -拉塔特斯克的騎士-（霍克）

2010年
- 烏龍派出所 兩津流致富大作戰！（富豪西鄉）

2012年
- 快打旋風 X 鐵拳（肯）
- PROJECT X ZONE（肯·馬斯特斯[20]）
- 魔物獵人Frontier Online（VOICE TYPE30）

2013年
- 時空幻境 交響曲傳奇 同音包（日语：テイルズ オブ シンフォニア ユニゾナントパック）（霍克）

2014年
- 終極快打旋風IV（肯[21]）

2015年
- PROJECT X ZONE 2：BRAVE NEW WORLD（日语：PROJECT X ZONE 2:BRAVE NEW WORLD）（肯·馬斯特斯[22]）

2016年
- 快打旋風V（肯）

2017年
- 快打旋風II -The Final Challengers-（肯、被洗腦的肯）

2018年
- 任天堂明星大亂鬥 特別版（肯、Mii戰士〈Type 1〉）

2023年
- 快打旋風6（肯）

### 外語配音
※除了表格的作品之外，依英文名稱及英文原名排序。

#### 電影／電視影集
| 作品年份 | 作品名稱                  | 配演角色                         | 演員                   | 媒介                            |
| -------- | ------------------------- | -------------------------------- | ---------------------- | ------------------------------- |
| 1997     | 金剛戰士Turbo             | T·J·約翰遜／紅衣戰士〈配音〉     | 塞爾文·沃德            | Super！drama TV頻道             |
| 1998     | 金剛戰士：太空戰隊        | T·J·約翰遜／藍衣戰士〈配音〉     | 塞爾文·沃德            | Super！drama TV頻道             |
| 1999     | 金剛戰士：銀河戰隊        | T·J·約翰遜／太空藍衣戰士〈配音〉 | 塞爾文·沃德            | Super！drama TV頻道             |
| 1965     | 真善美                    | 拉爾夫                           | 丹尼爾·祖希特          | 電影誕生40、50週年紀念DVD新錄版 |
| 1993     | 蘇乞兒                    | 黃飛鴻                           | 甄子丹                 | 影碟版本                        |
| 1998     | 金剛戰士：太空戰隊        | 黑暗假面Specter異形黑衣戰士      | －                     | Super！drama TV頻道             |
| 1998     | 仙履奇緣 (1998年電視電影) | 尼科羅王子                       | 西恩·法蘭克·沙利文     | 影碟版本                        |
| 1999     | 金剛戰士：銀河戰隊        | IRONITE                          | －                     | Super！drama TV頻道             |
| 2000     | Deadlocked                | －                               | －                     | 影碟版本                        |
| 2000     | 殺手遊戲                  | 安東雷·埃雷迪亞                  | 華金·柯帝斯            | 影碟版本                        |
| 2001     | 真愛大吐槽                | －                               | －                     | DVD版本                         |
| 2001     | The Tracker               | 瑞克·曾                          | 羅素·王                | 影碟版本                        |
| 2002     | 熊之吻                    | 米夏                             | 謝爾蓋·波德羅夫        | DVD版本                         |
| 2002     | 東部戰線                  | 弗拉迪米爾·特拉夫金              | 伊戈爾·彼得連科        | DVD版本                         |
| 2003     | 單刀直入                  | －                               | －                     | 影碟版本                        |
| 2003     | Dédales                   | 馬提亞                           | 弗雷德里克·迪芬塔爾    | DVD版本                         |
| 2003     | 你喜歡春天的熊嗎          | 東河                             | 金男珍                 | DVD版本                         |
| 2004     | 極速酷客                  | 凱利·福特                        | 馬丁·亨德森            | DVD版本                         |
| 2004     | 三更2                     | 劉志浩                           | 李炳憲                 | DVD版本                         |
| 2004     | 愛爾蘭                    | 李在博                           | 金敏俊                 | 東京電視台版                    |
| 2005     | 魔犬                      | －                               | －                     | DVD版本                         |
| 2009     | 茜茜公主                  | 馬克西米利安·安東                | 克里斯多夫·馮·佛瑞德爾 | DVD版本                         |
| 2013     | 神隱任務                  | 查理                             | 傑·寇特尼              | DVD版本                         |
| 2018     | 愛·滿人間                 | 傑克                             | 林-曼努爾·米蘭達       | 劇院公映版本                    |
| 2020     | 獨一無二的伊萬            | 喬治                             | 拉蒙·羅德里格茲        | Disney+頻道                     |

#### 動畫
- 蝙蝠俠：智勇悍將（Music Meister）
- 鐘樓怪人2：老時鐘的秘密
- 正義聯盟（邦斯）
- 傑克武士（龍）
- 小馬王
- X戰警：進化（藍斯·阿瓦魯斯／雪崩（英语：Avalanche (comics)）、鋼人）

### 特攝影集
2001年
- 百獸戰隊牙吠連者（照相機變異人的聲音）

2003年
- 忍風戰隊破裏劍者VS牙吠連者（丘坊主的聲音）

2005年
- 特搜戰隊刑事連者（多拉格星人加尼梅迪的聲音）

2007年
- 轟轟戰隊冒險者（邪惡龍達甲基的聲音）

2008年
- 獸拳戰隊激氣連者VS冒險者（臨獸河馬拳巴嘎的聲音）

2009年
- 炎神戰隊轟音者（害氣目蠻機獸啞鈴蠻機的聲音）

2011年
- 豪快者 護星者 超級戰隊199英雄大決戰（紅車手的聲音[24]）

2020年
- DOGENGERS（日语：ドゲンジャーズ）（奧加曼的聲音）

2021年
- DOGENGERS ～NICE BUDDY～（日语：ドゲンジャーズ）（奧加曼的聲音）

### 廣播節目
- 石田彰、岸祐二的相逢五番街（日语：石田彰・岸祐二の五番街で逢いましょう）（關西電台）
- 岸祐二的Kissin' Time（關西電台）
- 岸祐二、木下綾香的MUSIC SUNDAY（FM世田谷（日语：エフエム世田谷））

### CD
- （2005年11月26日）－作為歌手推出的首張迷你專輯。ZABADAK（日语：ZABADAK）負責企劃製作。
- Lights and Shadows（2018年2月20日）－作為音樂劇組合「Mon STARS」成員推出的迷你專輯

### 廣播劇CD
- 輝夜姬（薩頓、唐·貝拉米）
- 珍珠粉紅（日语：天然パールピンク）（英俊怪盗）
- 嬉皮笑園 Second Season Vol.2 ～桃月學園1年D組南國漂流記～篇（早乙女老師）
- 嬉皮笑園 Vol.3 Ver.Frontier Works ～修學旅行密著24時～（早乙女老師）

### 其它
- RIZIN（日语：RIZIN FIGHTING FEDERATION）（實況播報員）

## 腳註

## 外部連結
- 株式會社Cube公式官網的資歷簡介 （页面存档备份，存于） （日語）
- 岸祐二 OFFICIAL WEBSITE （页面存档备份，存于） （日語）－岸祐二的官方個人網站。
- （日語）－岸祐二的官方個人部落格。
- Yuji Kishi /岸祐二&STAFF的X（前Twitter） （日語）
- 岸祐二 （页面存档备份，存于） （日語）－Talent Date Bank
- 岸祐二 （页面存档备份，存于） （日語）－日本藝人名鑑（日语：日本タレント名鑑）
- （日語）－WEB THE TELEVISION（日语：ザテレビジョン）
- 岸祐二 （页面存档备份，存于） （日語）－SEIGURA web
- 岸祐二 （页面存档备份，存于） （日語）－KINENOTE
- 岸祐二 （页面存档备份，存于） （日語）－oricon
- 岸祐二 （页面存档备份，存于） （日語）－Movie Walker（日语：Movie Walker）
- 岸祐二 （页面存档备份，存于） （日語）－電影.com（日语：映画.com）
- 岸祐二 （页面存档备份，存于） （日語）－allcinema（日语：allcinema）
- 岸祐二 （页面存档备份，存于） （日語）－日本電影資料庫